# (4867) Полит
(4867) Полит (лат. Polites, др.-греч. Πολίτης) — типичный троянский астероид Юпитера, движущийся в точке Лагранжа L5, в 60° позади планеты. Астероид был открыт 27 сентября 1989 года американским астрономом Кэролин Шумейкер в Паломарской обсерватории и назван в честь Полита (англ.), одного из героев Троянской войны.

Орбита астероида Полит и его положение в Солнечной системе
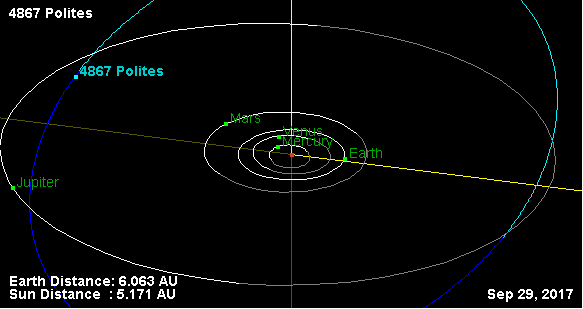
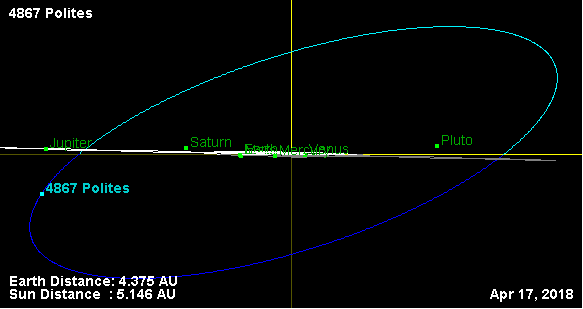